# Фред Девіс
Фред Девіс, ОВЕ (англ. Fred Davis; 14 серпня 1913 — 16 квітня 1998) — англійський колишній професійний гравець у снукер, чемпіон світу 1948, 1949, 1951, 1952, 1953, 1954, 1955, 1956 років.

## Біографія
Фред Девіс народився в Честерфілді в штаті Дербішир, був наймолодшим із шести дітей. Його брат Джо Девіс, який був відомим снукеристом, старший за нього на 12 років. Спершу Фред грав у англійський більярд, який згодом назвав «своїм першим коханням». У 1929 році він виграв чемпіонат Великої Британії з більярду для хлопців до 16 років.
Після кар'єри в англійському більярді в молодості Девіс зосередився на снукері. Вперше він зіграв на Чемпіонаті світу з снукеру в 1937 році, але в першому раунді програв валлійцю Біллу Візерсу 14-17. Його брат Джо вважав цю поразку приниженням сімейної честі і в наступному раунді обіграв Візерса 30–1. Фред Девіс дійшов до півфіналу в 1938 і 1939 роках, перш ніж досяг фіналу в 1940 році, програвши там 36–37.
Домінуючи в снукері з 1927 по 1946 рік, Джо Девіс перестав брати участь у Чемпіонатах світу зі снукеру після своєї перемоги в 1946 році. Наступного року Фред Девіс дійшов до фіналу, але програв шотландцю Уолтеру Дональдсону 62–82. Ці двоє гравців були фіналістами протягом п'яти років поспіль аж до 1951 року, а Девіс виграв фінал у 1948, 1949 та 1951 роках.
Як чинний чемпіон, Фред Девіс не грав у чемпіонаті світу 1952 року. Після розбіжностей між деякими гравцями та керівним органом Девіс виступав в альтернативному турнірі — World Professional Match-play Championship і виграв цей турнір перші п'ять його розіграшів.
Після перемоги над Джоном Пульманом у двох фіналах у 1955 та 1956 роках, Фред Девіс вирішив не брати участь у чемпіонаті 1957 року, який проходив у Джерсі, із фінансових причин. Після цього він відійшов від гри в снукер і займався готельним бізнесом разом зі своєю дружиною. Однак, час від часу Фред проводив гастрольні тури, де грав у снукер. Наприклад, під час гастролей Канадою та Австралією він виграв міжнародний турнір у 1960 році.
У 1969 році на Чемпіонаті світу Фред Девіс переміг Рея Ріардона 25-24, але потім програв у півфіналі Гері Оуену 24-37. Матч Девіса з Ріардоном був внесений до Книги рекордів Гіннеса як найдовша записана сесія снукеру, і пізніше Ріардон зазначив, що він дізнався з цього матчу більше, ніж за попередні 20 років, займаючись цим видом спорту. Того ж року телеканал BBC розпочав свою серію Pot Black. Звичка Девіса проводити довгі матчі призвела до того, що він не відразу адаптувався формату цього турніру. Однак, із часом він добре до цього адаптувався і виходив до фіналу Pot Black 1971 року, де програв Джону Спенсера.
У 1970 році Фред Девіс переміг Пола Торнлі у фіналі турніру в Канаді в травні 1970 року. Після цього він зазнав першого з двох своїх серцевих нападів і не брав участі в Чемпіонаті світу 1970 року, який відбувся в Австралії і де перемогу отримав Джон Спенсер. Девіс програв Спенсеру 21–31 у своєму першому матчі в чемпіонаті 1972 року, але переміг Девіда Грівза 16–1 у другому турі чемпіонату 1973 року, а потім програв Алексу Гіггінсу 14–16 у чвертьфіналі.
У Чемпіонаті світу 1974 року Фред Девіс обіграв Алекса Гіггінса з рахунком 15–14, перегравши раніше Білла Вербенюка з рахунком 15–5. Однак у півфіналі він програв 15–3 Рею Ріардону. У 1975 році Девіс вирушив до Австралії для участі в Чемпіонаті світу, де грав проти Денніса Тейлора, але програв у вирішальному фреймі 14–15. На Watney Open 1975 року в Лідсі Девіс обіграв Петсі Фегана 13–9 та Джона Спенсера 13–12, а потім програв 17–11 у фіналі Алексу Гіггінсу.
Світовий рейтинг був введений в 1976 році. Попри те, що здібності Фреда Девіса досягли максимуму задовго до цього, але в цьому сезоні він все ще займав 4 місце. У 1977 році Девіс перемістився на 9 місце, але потім піднявся 6 в сезонах 1978 і 1979 років. Він підтримував форму, коли тур розширювався, все ще потрапляючи до 16 найкращих гравців у 1982 році, у віці 67 років, і опустившись за межі 64 лише у 1988 році, у віці 74 років.
Хоча Девіс програв Едді Чарлтону з рахунком 13–15 у чвертьфіналі чемпіонату світу 1976 року, перемігши Білла Вербенюка з рахунком 15–12 у першому раунді, він наблизився до того, щоб виграти свій перший професійний титул за двадцять років у Pontins Professional 1976 року. Після перемог над Віллі Торном, 7–4 у чвертьфіналі, та Гремом Майлзом, 7–2 у півфіналі, у фіналі він зіткнувся з Ріардоном, де програв на коричневій кулі у вирішальному фреймі 9-10, зробивши брейк 107 під час матчу.
Фред Девіс досяг півфіналу чемпіонату світу з снукеру 1978 року у віці 64 років, перемігши Джона Вірго 9–8, Денніса Тейлора 13–9 та Петсі Фегана 13–10. У півфіналі він зустрів Перрі Менса і програв 16-18. Це був останній раз, коли Девіс вийшов такої стадії турніру. Девіс закрив 1978 рік, вийшовши до чвертьфіналу на чемпіонаті Великої Британії. Він переміг ветерана Джона Даннінга 9–2, а потім програв Алексу Гіггінсу 4–9.
Під час Чемпіонату світу 1979 року Фред Девіс переміг Кірка Стівенса з рахунком 13–8, щоб пройти у чвертьфінал. Цей поєдинок став його останньою перемогою в театрі Крусібл. Під час матчу Фред зробив перший сенчурі-брейк чемпіонату, брейк 109 у шостому фреймі. У чвертьфіналі проти Едді Чарлтона Девіс знову зробив сотенну серію в 110 очок, але програв матч 4-13.
У 1981 році, у віці 67 років, Девіс зіграв у своєму останньому фіналі турніру зі снукеру — турнірі Raffles/Sheffield Shield Tournament, який грався у снукерному центрі Шеффілда. Він обіграв Майка Уоттерсона 9–6 та Денніса Тейлора 9–5. У фіналі він проти Террі Гріффітса він вів 4-1, але врешті програв 5-9. Раніше в сезоні він грав у своєму останньому Мастерсі, обігравши Кірка Стівенса з рахунком 5–4 у першому раунді, а потім програв Террі Гріффітсу з рахунком 2-5 у чвертьфіналі.
Девіс грав професійно до старості, останній раз виступаючи на чемпіонаті світу з снукеру у 1984 році у віці 70 років, де програв Вербенюку 4-10 в першому раунді. Протягом сезону 1990–91 снукеру він здобув свої останні професійні перемоги в снукері на Mercantile Classic. У попередньому раунді він того ж дня переміг ветерана-професіонала Саутгемптона Бернарда Беннета 5-1 та Тоні Вілсона 5-4. У наступному раунді він програв Рексу Вільямсу з рахунком 2-5. Як колишнього чемпіона світу, Девіса запросили взяти участь у Мастерсі 1991 року, де він програв Стіву Девісу 0–6. Це був останній телевізійний виступ Фреда в змагальному матчі.
Фреда Девіса було призначено офіцером ордена Британської імперії в 1977 році. Він остаточно пішов у відставку у 1993 році, у віці 79 років, програвши майбутньому чемпіону світу Ронні О'Саллівану з рахунком 1-5 у кваліфікації Гран-прі. Останній його змагальний снукерний матч відбувся в серпні 1992 року, коли він програв Нілу Томкінсу з рахунком 1-5 на European Open 1992 року.
14 серпня 1993 року Девісу виповнилося 80 років, і він все ще мав рейтинг 259. Тоді він сказав, що хотів би продовжувати грати, але йому завадив сильний артрит в лівому коліні, через який було боляче ходити. Фред Девіс помер 16 квітня 1998 року в Денбіширі.